# 特罗斯捷涅茨农村居民点
特罗斯捷涅茨农村居民点（俄语：Тростенецкое сельское поселение）是俄罗斯联邦别尔哥罗德州新奥斯科尔区所属的一个农村居民点。其下辖有1个居民点，行政中心为特罗斯捷涅茨。据2016年统计，该农村居民点的人口为874人。